# Насер Орић
Насер Орић (Доњи Поточари, 3. март 1967) бивши је командант јединица Армије Републике Босне и Херцеговине (АРБиХ) на територији Сребренице током рата у Босни и Херцеговини. За његово деловање у рату првостепено је осуђен за ратне злочине над Србима и осталим небошњацима, али је у апелационом поступку ослобођен свих оптужби.

## Биографија
Рођен је у Доњим Поточарима у општини Сребреница (СР БиХ, СФР Југославија). Његов деда је био усташа.
Завршио је средњу школу за металостругара.
У марту 2021. године дијагностикована му је тешка упала плућа изазвана вирусом корона. Дана 13. марта исте године прикључен је на кисеоник јер му се стање погоршало.

### Војник, полицајац, рат
Током служења обавезног војног рока у периоду 1985—1986. године био је припадник специјалних јединица Југословенске народне армије (ЈНА) за атомску и хемијску одбрану. Напустио је ЈНА са чином десетара.
Током 1988. године је завршио шестомесечни курс у Земуну и радио у полицијској станици Савски венац у Београду као приправник. Као члан полицијске јединице за специјалне акције, имао је обуку још две године. Насер Орић је 1990. године пребачен на Косово и Метохију као члан јединица за специјалне акције МУП-а Републике Србије. По повратку у Београд је био телохранитељ Слободана Милошевића, а током демонстрација 9. марта је учествовао у хапшењу Вука Драшковића. Ноћу је радио на улазу у познату београдску дискотеку „Метро” у Кнез Михајловој улици. Насер Орић је 5. августа 1991. године засновао радни однос у полицијској станици на Илиџи, на периферији Сарајева. Крајем 1991. године прекомандован је у полицијску станицу у Сребреници и 8. априла 1992. године је унапређен у шефа полицијске станице у Поточарима.
Као полицајац, током већ избилог Рата у Босни и Херцеговини, Орић је 20. маја 1992. године постављен на функцију команданта штаба Територијалне одбране у Сребреници а од 1. јула 1992. године и за члана ратног председништва Сребренице. Почетком новембра 1992. године је постављен на положај команданта Обједињених оружаних снага подрегиона Сребреница и тиме су у његову надлежност поред територије општине Сребреница додељене и територије општина Братунац, Власеница и Зворник. Ове оружане снаге су 1. јануара 1994. године преименоване у „Штаб 8. оперативне групе Сребреница”.
Предводио је многобројне нападе на више од 50 српских села 1992—1993, у општинама Братунац и Сребреница.
Орић и остали чланови штаба 8. операционе групе су, у јулу 1995. године, пре него што је Војска Републике Српске заузела Сребреницу, евакуисани хеликоптером на подручје под контролом Армије РБиХ.
Сефер Халиловић, начелник главног штаба Армије РБиХ је 15. априла 1993. године доделио Насеру Орићу посебно одликовање (енгл. certificate of merit), а у периоду пре 1. марта 1994. године највеће војно одликовање Армије РБиХ, Златни љиљан.
Орић је после потписивања Дејтонског споразума и престанка рата у БиХ отворио фитнес клуб у Тузли.

### Суђење
Осумњичен је 28. марта 2003. за ратне злочине над Србима; две оптужнице за индивидуалну одговорност, четири за командну одговорност. Ухапшен је 10. априла 2003. године од стране СФОР-а. На суду се појавио 15. априла 2003. године и изјаснио се да није крив ни по једној тачки оптужнице.
Оптужен је да је убио седморо Срба за време 1992. и/или 1993. године у Сребреници. Јединице под његовом командом су оптужене за нападе на 50 српских села и протеривање њихових становника. Суђење је почело 6. октобра 2004. године и оптужба је завршила случај 1. јуна 2005. године. Недељу дана касније трибунал је повукао две оптужнице против њега. Одбрана је почела 4. јула 2005. године и завршила 10. априла 2006. године. Орић је 30. јуна 2006. године осуђен на две године затвора и пуштен на слободу, пошто је у притвору већ био провео преко три године. Проглашен је кривим што није предузео одговарајуће кораке да спречи убиства и окрутно поступање својих потчињених према српским затвореницима у полицијској станици у Сребреници 1992—93. Међутим, он није проглашен кривим за њихово некажњавање као ни за кривично делобезобзирног разарања градова и села, јер је Трибунал утврдио да он није имао ефективну контролу над својим потчињеним, наоружаним групама или цивилима који су их пратили. Осим тога, за разарања неких од српских села речено је да није јасно да су их починиле муслиманске снаге, с обзиром на то да су снаге Срба из БиХ оперисале са артиљеријом у том подручју. Претходно је по правилу 98бис Орић ослобођен по две тачке оптужнице које су се односиле на пљачку јавне или приватне имовине Срба. Као олакшавајуће околности узете су „извесна сарадња са Трибуналом” и „извесно кајање”, као и опште стање на терену у Сребреници; као једина отежавајућа околност наведена је рањивост жртава. Званичници из Србије су пресуду окарактерисали као скандалозно ниску. Одбрана је захтевала ослобађање, а оптужба казну од 18 година затвора. Насер Орић је 3. јула 2008. године, после жалбе, правоснажно ослобођен од свих навода који су га у оптужници теретили за злочине почињене на подручју Сребренице и околних села у периоду децембар 1992. — март 1993. године, што је изазвало бурне реакције већине српске јавности јер је овом пресудом ослобођен и кривице за злочине над Србима; судија Волфганг Шомбург рекао је да је доказано да су тешки злочини над Србима у Сребреници почињени без поговора, али да није било доказа на основу којих би Орић био осуђен. Судско веће је изјавило да, иако је доказано да су почињени бројни злочини над српским становништвом, није доказано да постоји Орићева кривица за њих.
Након што је ухапшен у октобру 2008. године, Орића је 24. јуна 2009. године Општински суд у Сарајеву осудио на две године затвора због незаконитог држања оружја и експлозивних направа.
Тужилаштво Републике Србије води истрагу о злочинима над 2.000 Срба у периоду априла 1992. — јуна 1995. године које су учиниле муслиманске снаге под командом Насера Орића.
Пред Већем Одела I за ратне злочине Суда БиХ пресудом од 9. октобра 2017. године након главног претреса (правоснажна пресуда је пред другостепеним Већем саопштена 30. новембра 2018. године) Орић је ослобођен (према оптужби по члану 144 Кривичног закона СФРЈ) кривице за ратне злочине над ратним заробљеницима у Сребреници и Братунцу (три заробљеника ’српске националности’ 1992. године у селима Залазје, Лолићи и Куњерац), као и Сабахудин Мухић.
Пред Хашким судом, Орић је ослобођен од свих навода који су га у оптужници теретили за злочине почињене на подручју Сребренице и околних села у периоду децембра 1992. — марта 1993. године; одлуку је 3. јула 2008. године донело Апелационо веће Трибунала. Према првостепеној пресуди од 30. јуна 2006. године је крив (по командној одговорности) и осуђен на две године затвора зато што „није предузео мере да спречи убиства и окрутан третман према групи Срба из БиХ” који су били притворени у згради полицијске станице у Сребреници 27. децембра 1992. — 20. марта 1993. године. Оптужница у Хагу је против Орића била подигнута 28. марта 2003. године, а у Схевенинген је из Сарајева пребачен 11. априла 2003. године јер се добровољно предао (ухапсили су га припадници СФОР-а); суђење је почело 6. октобра 2004. а завршено 10. априла 2006. године, уз 80 сведока и 1.639 материјалних доказа; тужилаштво је тражило казну од 18 година затвора, а одбрана ослобађајућу пресуду.
У депешама објављеним 2021. године тврди се да је Орић одговоран за шверц, организовање проституције, крађу и убиства у Сребреници.
Према тврдњама Владимира Вукчевића који се позивао на исказ једног ратног друга и познаника Орића, он је лично убио једног судију тако што му је забио нож у око а потом га заклао.